# Норт-Адамс (Мічиган)
Норт-Адамс (англ. North Adams) — селище (англ. village) в США, в окрузі Гіллсдейл штату Мічиган. Населення — 452 особи (2020).

## Географія
Норт-Адамс розташований за координатами 41°58′15″ пн. ш. 84°31′31″ зх. д. / 41.97083° пн. ш. 84.52528° зх. д. (41.970827, -84.525266).  За даними Бюро перепису населення США в 2010 році селище мало площу 1,34 км², уся площа — суходіл.

## Демографія
Згідно з переписом 2010 року, у селищі мешкало 477 осіб у 189 домогосподарствах у складі 137 родин. Густота населення становила 356 осіб/км².  Було 219 помешкань (163/км²).
Расовий склад населення:
| - 98,1 % — білих - 0,4 % — корінних американців - 0,4 % — азіатів |

До двох чи більше рас належало 0,8 %. Частка іспаномовних становила 0,2 % від усіх жителів.
За віковим діапазоном населення розподілялося таким чином: 24,5 % — особи молодші 18 років, 57,9 % — особи у віці 18—64 років, 17,6 % — особи у віці 65 років та старші. Медіана віку мешканця становила 40,2 року. На 100 осіб жіночої статі у селищі припадало 92,3 чоловіків;  на 100 жінок у віці від 18 років та старших — 97,8 чоловіків також старших 18 років.
Середній дохід на одне домашнє господарство  становив 46 330 доларів США (медіана — 43 571), а середній дохід на одну сім'ю — 49 859 доларів (медіана — 48 333). Медіана доходів становила 35 469 доларів для чоловіків та 28 542 долари для жінок. За межею бідності перебувало 6,8 % осіб, у тому числі 8,2 % дітей у віці до 18 років та 4,2 % осіб у віці 65 років та старших.
Цивільне працевлаштоване населення становило 245 осіб. Основні галузі зайнятості: виробництво — 33,1 %, освіта, охорона здоров'я та соціальна допомога — 17,6 %, роздрібна торгівля — 15,5 %.